# غوربان‌تس
شهرستان غوربان‌تِس (به زبان مغولی: Гурвантэс сум، [Gurvantes sum]؛ ᠭᠤᠷᠪᠠᠨ ᠲᠡᠰ ᠰᠤᠮᠤ، [ɣurban tes sumu]) یک شهرستان (سُوم) در مغولستان است که در استان اومنوغوبی واقع شده‌است. غوربان‌تِس ۲۷٬۹۶۷ کیلومتر مربع مساحت دارد.

## تقسیمات اداری
شهرستان غوربان‌تِس متشکل از ۵ قصبه (باغ) می‌باشد، شامل:
- اورت (مغولی: Урт баг، [Urt bag]؛ ᠤᠷᠲᠤ ᠪᠠᠭ، [urtu baɣ])
- باغااوبو  (مغولی: Бага-Овоо баг، [Baga-Ovoo bag]؛ ᠪᠠᠭ᠎ᠠ ᠣᠪᠤᠭ᠎ᠠ ᠪᠠᠭ، [baɣ-a obug-a baɣ])
- بایاساخ (مغولی: Баясах баг، [Bajasax bag]؛ ᠪᠠᠶᠠᠰᠠᠬᠤ ᠪᠠᠭ، [bayasaqu baɣ])
- توست (مغولی: Тост баг، [Tost bag]؛ ᠲᠣᠰᠤᠲᠤ ᠪᠠᠭ، [tosutu baɣ])
- غویوت (مغولی: Гоёот баг، [Goyoot bag]؛ ᠭᠣᠶᠤᠤᠲᠤ ᠪᠠᠭ، [ɣoyuutu baɣ])